# Comoé Nemzeti Park
A Comoé Nemzeti Park (franciául Parc national de la Comoé) Elefántcsontpart északkeleti részén (Zanzan régió) található, 11 500 km² területével Nyugat-Afrika legnagyobb nemzeti parkja. Nevét a Comoé-folyóról kapta, amely átszeli a parkot. Észak-déli irányban 120 kilométer hosszan terül el, amelynek köszönhetően széles spektrumú vegetáció jellemzi. 
1983-ban vették fel az UNESCO Világörökség listájára, majd 2003-ban a veszélyeztetett világörökségi helyszínek listájára.
Az elefántcsontparti polgárháború (2002) során megnőtt az orvvadászok száma és a Comoé Nemzeti Park egyedülálló állatvilága és biodiverzitása veszélybe került. A park több mint 1200 növényfajtának, 160 emlősfajnak, 509 madárfajnak, 35 kétéltűfajnak, 71 hüllőfajnak és több mint 70 halfajnak ad otthont: ezzel a Comoé Nemzeti Park Afrika legsokoldalúbb szavannája. A park kutatói több új faj leírását közzétették; becsléseik szerint további madár-, kisemlős-, béka-, kígyó és halfajok felfedezésére van esély. 
A nemzeti park fontos menedékhely számos veszélyeztetett emlős – mint a közönséges csimpánz (Pan troglodytes), a fekete-fehér Geoffroy-kolobusz (Colobus vellerosus), a Diána-cerkóf (Cercopithecus diana), az afrikai elefánt (Loxodonta africana), az afrikai oroszlán (Panthera leo) és a víziló (Hippopotamus amphibius), valamint kétéltű – tompaorrú krokodil (Osteolaemus tetraspis) és madár – füles keselyű (Torgos tracheliotus), sólyomfélék (Falco naumanni), feketenyakú koronásdaru (Balearica pavonina), túzokfélék (Neotis denhami) és nagy sárszalonka (Gallinago media) stb. számára.
Különös a nemzeti park élőhely- és növénytársulása a különböző szavanna tipusokkal, galériaerdőkkel, sziget-erdőkkel és folyóparti mezőkkel. A park különlegessége a mozaikos felépítésű vegetáció, amely a tipikus esőerdők mellett számos fajnak helyet ad. A park jól mutatja az erdőből a szavannába való átmenet élővilágát.
A Szudán-Guinea-zónát jellemző nyílt erdők és szavannás erdőség a park 87%-át, míg a galériaerdők és erdőszigetek kb. 13%-át foglalják el. Az erdőségek 80%-a a park déli részében található. A szavannás részeken elszórva különböző méretű – 0.5 hektártól néhány km²-ig terjedő – erdőszigetek vannak, amelyek egy korábbi zárt, száraz erdő maradványai. A facsoportok tipikus fái a különböző ébenfa-fajok és eperfafélék.
A Comoé-folyót egy galériaerdő szegélyezi, amelynek szélessége – a park déli részén – a 200 métert is eléri, míg a park északi területén keskenyebb vagy teljesen eltűnik. A galériaerdőkben a Cynometra megalophyla a gyakori, de előfordulnak szömörcefélék és diálium (tamarindusz fajok) is, de a legmarkánsabb és legmagasabb fa a gyapjúfafélék alcsaládjába tartozó Ceiba pentandra. A galériaerdő vegetációja a nyugat-afrikai vegetációhoz hasonlít. 
A vegetációt jelentősen befolyásolja az antropogén eredetű tűz a száraz évszak végén: ez megakadályozza a félörökzöld erdők kialakulását és elősegíti a szavannák terjedését. A területen évente kétszer figyelhető meg esős évszak, amely csúcspontját április/májusban és augusztus/szeptemberben éri el. Az évi átlagos csapadékmennyiség 1000 mm. Az októbertől márciusig tartó száraz évszakban csak nagyon ritkán esik csapadék.